# Konary (gmina w województwie łódzkim)
Konary (od 1953 Zawada) – dawna gmina wiejska istniejąca do 1953 roku w woj. łódzkim. Nazwa gminy pochodzi od wsi Konary, lecz siedzibą władz gminy była Zawada.
W okresie międzywojennym gmina Konary należała do powiatu radomszczańskiego w woj. łódzkim. Po wojnie gmina zachowała przynależność administracyjną. Według stanu z dnia 1 lipca 1952 roku gmina składała się z 10 gromad: Bartkowice, Gowarzów, Konary, Lgota Mała, Ludwików, Pacierzów, Teklinów, Widzów, Widzówek i Zawada.
21 września 1953 roku jednostka o nazwie gmina Konary została zniesiona przez przemianowanie na gminę Zawada.